# Anna, das Mädchen aus Dalarne
Anna, das Mädchen aus Dalarne (Originaltitel: Anna Svärd) ist der Titel eines Romans der schwedischen Schriftstellerin Selma Lagerlöf. Der Roman erschien 1928 und bildet den dritten und letzten Teil der Löwensköld-Trilogie. Der Roman spielt im Värmland in der ersten Hälfte des 19. Jahrhunderts und behandelt die Ehe des Pfarrers Karl-Artur Ekenstedt mit der aus einfachen Verhältnissen stammenden Hausiererin Anna Svärd. Zugleich schildert der Roman, wie sich der im ersten Teil der Trilogie dargestellte Fluch, der auf dem Ring des alten Generals Löwensköld liegt, erfüllt.

## Handlung
(Zur Vorgeschichte siehe Der Ring des Generals und Charlotte Löwensköld).
Der junge Pfarrer Karl-Artur Ekenstedt hat sich mit seiner Verlobten Charlotte Löwensköld und mit seinen Eltern überworfen. Eine angestrebte Versöhnung mit den Eltern kam nicht zustande, nachdem Karl-Artur seine Mutter bei der Bemühung, sich mit ihr zu versöhnen, noch mehr verärgert hatte, bis diese einen Schlaganfall erlitt. Stattdessen heiratet Karl-Artur die in Dalarna in einfachen und ärmlichen Verhältnissen aufgewachsene und ungebildete Anna Svärd, von der er glaubt, Gott selber habe sie ihm zur Frau bestimmt.
Anna freut sich auf ein Leben als gutsituierte Pfarrersfrau. Doch in ihrer Ehe erlebt sie eine Enttäuschung nach der anderen: Karl-Artur, der ein einfaches Leben in Armut als Nachfolger Christi führen will, sagt die dreitägige Hochzeitsfeier ab, auf die sich Anna gefreut hatte. Er will zunächst mit Anna keinen sexuellen Umgang pflegen, er kauft statt eines ordentlichen Pfarrhauses eine kleine, ärmliche Holzhütte, er behandelt Anna zunehmend lieblos und zeigt keinerlei Verständnis für ihre Wünsche und Gefühle. Stattdessen hört er immer mehr auf die Einflüsterungen der intriganten und hinterhältigen Thea Sundler, die in Karl-Artur verliebt ist und unablässig daran arbeitet, Karl-Artur und Anna auseinanderzubringen. Als Karl-Artur zehn Waisenkinder wegschickt, für die er zwar als Werk der Barmherzigkeit die Verantwortung übernommen hat, die aber nicht von ihm, sondern von Anna liebevoll betreut und versorgt werden und deren Pflege für Anna zum Lebensinhalt geworden ist, und als er schließlich noch Anna das Kartenspielen verbietet, hält Anna es nicht mehr aus. Sie trennt sich von Karl-Artur.
Karl-Artur gibt seine Stellung als Hilfspfarrer auf und zieht über das Land, um nach dem Vorbild Christi und der Apostel Gottes Wort nicht in Kirchen, sondern auf den Straßen und Marktplätzen zu verkünden. Thea Sundler, die ihren Mann verlassen hat, begleitet ihn. Karl-Artur verfällt immer mehr und liefert schließlich den Jahrmarktbesuchern ein peinliches Spektakel, als er bei einer Predigt erst die Zuhörer und dann seine Begleiterin beschimpft.
Herr auf Hedeby ist nun Baron Adrian Löwensköld, Sohn jenes Adrian Löwensköld, der von dem Geist des toten Generals einst fast zu Tode erschreckt worden wäre. Sein jüngerer Bruder Göran Löwensköld ist als Jugendlicher aus dem Elternhaus geflohen, weil er wegen Malvina Spaaks Tochter Thea eine scharfe Zurechtweisung erhalten hatte. Er treibt sich als Landstreicher herum. Eines Tages im Winter bringt Göran seine jüngste Tochter nach Hedeby, bittet seinen Bruder Adrian, sich ihrer anzunehmen, fährt davon, bleibt in einer Schneewehe stecken und erfriert. Charlotte Schagerström, Karl-Arturs frühere Verlobte, kommt zu Besuch nach Hedeby. Sie will Görans kleine Tochter zu sich nehmen. Doch Karl-Artur und Thea Sundler entführen das kleine Kind mit einem Pferdeschlitten. Adrian und Charlotte nehmen die Verfolgung auf. Hierbei erzählt Adrian, was für ein Fluch auf den Löwenskölds lastet: Nachdem Malvina Spaak seinerzeit Adrian Löwenskölds Leben gerettet hatte, verlangte Marit Eriksdotter, dass Adrian nun Malvina heiraten solle. Da Adrians Eltern dies ablehnten, weil Adrian schon anderweitig verlobt war, fühlte sich Marit betrogen: Sie hatte völlig umsonst auf ihre Rache verzichtet. Daher verfluchte Marit Eriksdotter Adrians Mutter: So, wie drei von Marits Liebsten einen plötzlichen und grausamen Tod sterben mussten, sollen drei Nachfahren der Freifrau Löwensköld einen plötzlichen und grausamen Tod sterben.
Karl-Artur und Thea fahren über einen zugefrorenen See und brechen im Eis ein. Sich selbst können sie noch retten, aber das kleine Kind ertrinkt. Beim Versuch, das Kind zu retten, kommt auch Baron Adrian ums Leben. Jetzt hat sich Marit Eriksdotters Fluch erfüllt: Drei Löwenskölds – Göran, seine kleine Tochter und Adrian – sind eines plötzlichen und grausamen Todes gestorben.
Charlotte gelingt es, Karl-Artur von Thea Sundler zu trennen. Sie schickt ihn mit Hilfe ihres Mannes, des reichen Bergwerksbesitzers Schagerström, als Missionar nach Afrika. Nach acht Jahren kehrt er zurück. Aber Anna, die sich inzwischen eine gute und angesehene Stellung verschafft hat, weiß nicht, wie sie ihn empfangen soll.

## Bedeutung
Anna, das Mädchen aus Dalarne schließt unmittelbar an den in der Trilogie vorangehenden Roman, Charlotte Löwensköld, an. Die beiden Romane sind wesentlich enger miteinander verbunden als Charlotte Löwensköld mit dem ersten Teil der Trilogie, Der Ring des Generals. In Anna, das Mädchen aus Dalarne ist aber noch ein anderer Ton vernehmbar als in den ersten beiden Teilen der Trilogie: Weite Teile des Buchs sind gefärbt von Annas Dialekt und der Schilderung ihres einfachen Lebens.
Anna, das Mädchen aus Dalarne ist in erster Linie ein Eheroman. Einfühlsam und eindringlich wird geschildert, wie die Ehe von Anna und Karl-Artur scheitert, weil Karl-Artur nur mit sich selbst beschäftigt ist und Annas Persönlichkeit überhaupt nicht wahrnimmt. Karl-Arturs Selbstbetrug wird deutlich, wenn er, der theoretisch die Armut verehrt, in seiner kleinen Hütte sich ein herrschaftliches Arbeitszimmer einrichtet oder wenn er zwar in einer dramatischen – noch in Charlotte Löwensköld geschilderten – Szene die Verantwortung für zehn Waisenkinder übernimmt, sich durch deren Gegenwart dann aber nur belästigt und gestört fühlt.
Vergeltung für begangenes Unrecht und Versöhnung: Beide für Selma Lagerlöf so wichtige Themen spielen in der Löwensköld-Trilogie eine wichtige Rolle. Nachdem die Rache vollendet ist, ist wieder Raum für Versöhnung. Deshalb ließ Selma Lagerlöf Karl-Artur überleben und plante noch einen vierten Band (der dann nicht zustande kam). Das Ende des Romans ist, anders als sonst bei Selma Lagerlöfs Romanen, offen: Anna weiß nicht, wie sie sich gegenüber Karl-Artur verhalten soll. Gerade dieser offene Schluss lässt Anna, das Mädchen aus Dalarne so modern erscheinen. Der offene Schluss verweist auf eine neue Zeit, in der Frauen selbst über ihr Schicksal entscheiden können.
Anna, das Mädchen aus Dalarne ist Selma Lagerlöfs letzter Roman. Aber zugleich verweist er noch einmal zurück auf Selma Lagerlöfs ersten Roman, Gösta Berling. Die ganze Löwensköld-Trilogie spielt im Värmland, aber im letzten Teil werden noch einmal viele konkrete aus Gösta Berling bekannte Orts- und Personennamen beschworen. Lövens långa sjö – der lange Löven-See – heißt es unter wörtlicher Übernahme einer Wendung aus Gösta Berling. Baron Adrian Löwensköld wird sogar charakterisiert als jener Baron Adrian, der in Gösta Berling im Kapitel Gamla visor als Verlobter von Marianne Sinclaire auftrat. Eine überraschende Anspielung findet der Leser auch auf Selma Lagerlöfs zweiten Roman, Die Wunder des Antichrist. Die alte Annstu Lisa, Anna Svärds Bekannte aus ihrem Heimatort Medstubyn mit prophetischer Gabe, gleicht bis aufs Haar jener Sibylle, die in Die Wunder des Antichrist den Kaiser Augustus Jesu Geburt hat sehen lassen.